# Glen Ellyn
Glen Ellyn es una villa ubicada en el condado de DuPage en el estado estadounidense de Illinois. En el Censo de 2010 tenía una población de 27.450 habitantes y una densidad poblacional de 1.564,59 personas por km².

## Geografía
Glen Ellyn se encuentra ubicada en las coordenadas 41°52′0″N 88°3′46″O / 41.86667, -88.06278. Según la Oficina del Censo de los Estados Unidos, Glen Ellyn tiene una superficie total de 17.54 km², de la cual 17.12 km² corresponden a tierra firme y (2.41%) 0.42 km² es agua.

## Demografía
Según el censo de 2010, había 27450 personas residiendo en Glen Ellyn. La densidad de población era de 1.564,59 hab./km². De los 27450 habitantes, Glen Ellyn estaba compuesto por el 86.74% blancos, el 2.95% eran afroamericanos, el 0.13% eran amerindios, el 6.48% eran asiáticos, el 0.01% eran isleños del Pacífico, el 2.05% eran de otras razas y el 1.63% pertenecían a dos o más razas. Del total de la población el 6.56% eran hispanos o latinos de cualquier raza.